# Driss Trichard
Driss Trichard (sinh ngày 27 tháng 3 năm 1995) là một cầu thủ bóng đá chuyên nghiệp người Pháp hiện tại đang thi đấu ở vị trí tiền vệ cho câu lạc bộ Dunkerque tại Ligue 2.

## Sự nghiệp thi đấu

### Toulouse FC
Trichard ra mắt chuyên nghiệp cho câu lạc bộ Toulouse vào ngày 8 tháng 3 năm 2014, trong chiến thắng 3–2 trên sân nhà trước Stade de Reims tại Ligue 1.

### USL Dunkerque
Vào ngày 17 tháng 8 năm 2021, Trichard ký bản hợp đồng 2 năm với câu lạc bộ Dunkerque tại Ligue 2.

## Đời tư
Sinh ra tại Pháp, Trichard là người gốc Algérie.